# DNA Pro Cycling
El DNA Pro Cycling (código UCI: DNA) es un equipo ciclista femenino de Estados Unidos de categoría UCI Women's Continental Team, segunda categoría femenina del ciclismo en ruta a nivel mundial.

## Historia
Durante la temporada 2016-2017 hizo parte de la categoría UCI Women's Team, máxima categoría femenina del ciclismo en ruta a nivel mundial.

## Material ciclista
El equipo utiliza bicicletas Canondale

## Clasificaciones UCI
Las clasificaciones del equipo y de su ciclista más destacado son las siguientes:
| Temporada | Clasificación por equipos | Mejor corredora          | Posición                 |
| 2016      | 34.º                      | Mandy Heintz             | 216.º                    |
| 2017      | 33.º                      | Ninguna corredora puntuó | Ninguna corredora puntuó |
| 2018      |                           | Bandera de ?             |                          |

## Palmarés
Para años anteriores véase: Palmarés del DNA Pro Cycling.

### Palmarés 2024

#### Calendario UCI Femenino
| Fechas | Carreras | Ganadora |

#### Campeonatos nacionales
| Fechas      | Carreras                                  | Ganadora      |
| 25 de enero | Campeonato de Colombia Contrarreloj (CRI) | Diana Peñuela |

## Plantillas
Para años anteriores, véase Plantillas del DNA Pro Cycling

### Plantilla 2022
| Integrantes del equipo 2022 | Integrantes del equipo 2022 | Integrantes del equipo 2022      | Integrantes del equipo 2022 |
| Corredor                    | Fecha de nacimiento         | Equipo previo                    |                             |
| --------------------------- | --------------------------- | -------------------------------- | --------------------------- |
| Anet Barrera Esparza        | 9 de septiembre de 1998     | Agolico (2020)                   |                             |
| Erica Clevenger             | 30 de abril de 1994         | Sho-Air Twenty20 (2019)          |                             |
| Maggie Coles-Lyster         | 12 de febrero de 1999       | Macogep (2018)                   |                             |
| Daphnee Karagianis          | 31 de agosto de 1985        | Team Illuminate (2019)           |                             |
| Kimberly Lucie              | 21 de abril de 1986         |                                  |                             |
| Mia Kilburg                 | 27 de octubre de 1989       |                                  |                             |
| Kira Payer                  | 11 de enero de 1999         |                                  |                             |
| Diana Peñuela               | 8 de septiembre de 1986     | Tibco-Silicon Valley Bank (2021) |                             |
| Kaitlyn Rauwerda            | 20 de abril de 2000         |                                  |                             |
| Nicole Shields              | 9 de septiembre de 1999     |                                  |                             |
| Brenna Wrye-Simpson         | 14 de noviembre de 1987     |                                  |                             |
|                             |                             |                                  |                             |
| Fuente: UCI                 |                             |                                  |                             |